# Cuarto Gabinete Merkel
El Cuarto Gabinete de Angela Merkel fue el gobierno de la República Federal de Alemania desde marzo de 2018 hasta diciembre de 2021. Sucede al Tercer Gabinete de Merkel, después de las elecciones federales del 24 de septiembre de 2017. Fue sucedido por el Gabinete Scholz.

## Votación de investidura en elBundestag
|  | 51.4 % |

|  | 44.4 % |

|  | 1.3 % |

|  | 0.6 % |

|  | 2.3 % |

## Composición
| Posición protocolar | Cargo                                                                       | Imagen | Incumbente                     | Partido | Inicio                                        | Fin                    | Secretarios de Estado Parlamentarios                                  |
| ------------------- | --------------------------------------------------------------------------- | ------ | ------------------------------ | ------- | --------------------------------------------- | ---------------------- | --------------------------------------------------------------------- |
| 1                   | Canciller de Alemania                                                       |        | Angela Merkel                  | CDU     | 22 de noviembre de 2005                       | 8 de diciembre de 2021 | Annette Widmann-Mauz Monika Grütters Hendrik Hoppenstedt Dorothee Bär |
| 2                   | Vicecanciller de Alemania Ministro de Finanzas                              |        | Olaf Scholz                    | SPD     | 14 de marzo de 2018                           | 8 de diciembre de 2021 | Bettina Hagedorn Christine Lambrecht                                  |
| 3                   | Ministro de Asuntos Exteriores                                              |        | Heiko Maas                     | SPD     | 14 de marzo de 2018                           | 8 de diciembre de 2021 | Nils Annen Michelle Müntefering Michael Roth                          |
| 4                   | Ministro Federal del Interior Para la Construcción y la Patria              |        | Horst Seehofer                 | CSU     | 14 de marzo de 2018                           | 8 de diciembre de 2021 | Günter Krings Stephan Mayer Marco Wanderwitz                          |
| 5                   | Ministra Federal de Justicia y Protección al Consumidor                     |        | Christine Lambrecht            | SPD     | 27 de junio de 2019                           | 8 de diciembre de 2021 | Rita Hagl-Kehl Christian Lange                                        |
| 5                   | Ministra Federal de Justicia y Protección al Consumidor                     |        | Katarina Barley                | SPD     | 14 de marzo de 2018 – 27 de junio de 2019     | 8 de diciembre de 2021 | Rita Hagl-Kehl Christian Lange                                        |
| 6                   | Ministro de Economía y Energía                                              |        | Peter Altmaier                 | CDU     | 14 de marzo de 2018                           | 8 de diciembre de 2021 | Thomas Bareiß Christian Hirte Oliver Wittke                           |
| 7                   | Ministro de Trabajo y Asuntos Sociales                                      |        | Hubertus Heil                  | SPD     | 14 de marzo de 2018                           | 8 de diciembre de 2021 | Annette Kramme Kerstin Griese                                         |
| 8                   | Ministra de Alimentación y Agricultura                                      |        | Julia Klöckner                 | CDU     | 14 de marzo de 2018                           | 8 de diciembre de 2021 | Hans-Joachim Fuchtel Michael Stübgen                                  |
| 9                   | Ministra de Defensa                                                         |        | Ursula von der Leyen           | CDU     | 17 de diciembre de 2013 — 17 de julio de 2019 | 8 de diciembre de 2021 | Thomas Silberhorn Peter Tauber                                        |
| 9                   | Ministra de Defensa                                                         |        | Annegret Kramp-Karrenbauer     | CDU     | 17 de julio de 2019                           | 8 de diciembre de 2021 | Thomas Silberhorn Peter Tauber                                        |
| 10                  | Ministra de Familia, Tercera Edad, Mujeres y Juventud                       |        | Franziska Giffey               | SPD     | 14 de marzo de 2018 - 19 de mayo de 2021      | 8 de diciembre de 2021 | Caren Marks Stefan Zierke                                             |
| 10                  | Ministra de Familia, Tercera Edad, Mujeres y Juventud                       |        | Christine Lambrecht (interina) | SPD     | 20 de mayo de 2021                            | 8 de diciembre de 2021 | Caren Marks Stefan Zierke                                             |
| 11                  | Ministro de Salud                                                           |        | Jens Spahn                     | CDU     | 14 de marzo de 2018                           | 8 de diciembre de 2021 | Thomas Gebhardt Sabine Weiss                                          |
| 12                  | Ministro de Transporte e Infraestructura Digital                            |        | Andreas Scheuer                | CSU     | 14 de marzo de 2018                           | 8 de diciembre de 2021 | Steffen Bilger Enak Ferlemann                                         |
| 13                  | Ministra de Medio Ambiente, Protección de la Naturaleza y Seguridad Nuclear |        | Svenja Schulze                 | SPD     | 14 de marzo de 2018                           | 8 de diciembre de 2021 | Florian Pronold Rita Schwarzelühr-Sütter                              |
| 14                  | Ministra de Educación e Investigación                                       |        | Anja Karliczek                 | CDU     | 14 de marzo de 2018                           | 8 de diciembre de 2021 | Michael Meister Thomas Rachel                                         |
| 15                  | Ministro de Cooperación Económica y Desarrollo                              |        | Gerd Müller                    | CSU     | 17 de diciembre de 2013                       | 8 de diciembre de 2021 | Norbert Barthle Maria Flachsbarth                                     |
| 16                  | Ministro de Asuntos Especiales Jefe de la Cancillería Federal               |        | Helge Braun                    | CDU     | 14 de marzo de 2018                           | 8 de diciembre de 2021 |                                                                       |